# فلم مجتمعي
فيلم المجتمع أو الفيلم المجتمعي هو مجموعة متنوعة من الممارسات والمنهجيات التي ظهرت في سبعينيات القرن الماضي، والتي تدعي استجواب وتحدي الاستخدام المهيمن لكل من «الأفلام» و «السينما» بالمشاركة مع «صناعة» عالمية كبيرة الميزانية.
قالت ديدي هاليك في كتابها «رؤى محمولة باليد» الصادر في عام 2002: «أن نقد الإعلام والوقوف ضد انتهاكاته شيء؛ ولكن خلق بدائل قابلة للتطبيق هو شيء آخر تماماً». يتناول فيلم المجتمع هذا التحدي على المستوى المحلي والعالمي («ممتد لما وراء الحدود الوطنية»)؛ ويزيد تقرير عالمي أجرته لجنة اليونسكو الدولية برئاسة شون ماكبرايد لدراسة مشكلات التواصل وتبعاتها اللاحقة على العمل الريادي للعديد من الأصوات.
يعمل الفيلم المجتمعي خارج مجال الاتصالات العالمية في بيئات العمل والتعليم والمجتمع؛ ويعمل من جهة أخرى كمساهمة في حركة حقوق الإنسان، ويساهم بشكل صريح في العمل السياسي أو الحملات الدعائية أو الدفاع عن الأفراد والمجتمعات.

## تحديد نطاق العمل
يجب ألا يُفهم فيلم المجتمع على أنه يخدم مصلحة الأقلية: وتشير آخر الأعمال لدليل السوق الجماهيرية إلى إتاحة صناعة الأفلام المجتمعية على مواقع الويب مثل «يوتيوب» وغيرها من المنصات. ومن المرجح أن يظل الرأي النقدي حول «قيمة» وسائل الإعلام المجتمعية مثل الفيلم، منقسماً لأطياف لأسباب سياسية ومهنية.
في الماضي أعاقت الطبيعة المحلية والمحددة جداً وسريعة الزوال عملية البحث عن فيلم المجتمع؛ أو بمعنى آخر أن العملية التشاركية هي ما يهم، وليس المنتج المتاح دائماً للتوزيع. كانت القضية الرئيسية للباحثين هي وقوع الأنشطة الجماعية للمجموعات الصغيرة التي تُنظَم على نحوٍ غير محكم «تحت المراقبة» في الدراسات البحثية للقطاع الثالث (المجتمع المدني).
وفي أمثلة أخرى مثل صنع الأفلام «السرية»، قد تكون الغاية الرئيسية هي تجنب الرؤية السائدة. يستغل البعض نقص الموارد المتاحة للمشاريع كدافع، من خلال الاحتفال بصناعة الأفلام على أنها «مستقلة» و«مستقلة بميزانية منخفضة» و«صناعة ذاتية» و«ميزانية منخفضة» أو حتى «بلا ميزانية».

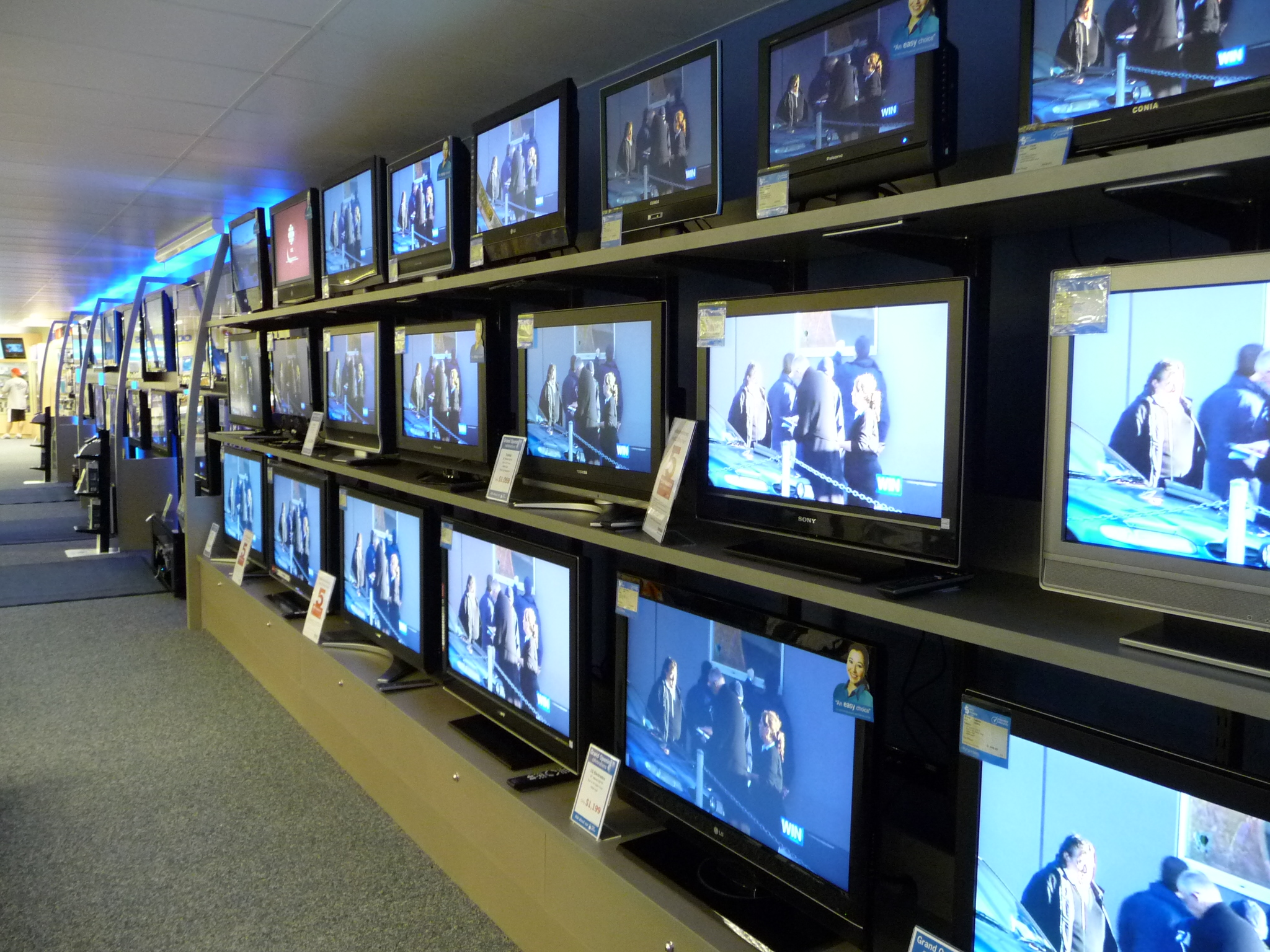
يدعي «فيلم المجتمع» المساهمة في العمل ضد النزعات «غير المرغوب فيها» للأفراد الوحيدين الباحثين عن الاهتمام.

## ضد الهواة
كان هناك عداء مفتوح تجاه الهواة على وسائل التواصل الاجتماعي في بعض الأوساط. يؤكد أندرو كين في كتابه «عبادة الهواة» أنه: «من هذه الفوضى، أصبح من الواضح فجأة أن قانون الداروينية الرقمية – الناجي الأكثر ظهوراً والأكثر اتساماً بالآراء - هو ما كان يحكم القرود اللامنتهية التي تدخل حالياً على شبكة الإنترنت. بموجب هذه القواعد، فإن الطريقة الوحيدة للانتصار فكرياً هي عن طريق الثورة غير المحدودة». ربما من خلال الإصرار على قيمة العمل معاً، يدعي «فيلم المجتمع» المساهمة في العمل ضد النزعات «غير المرغوب فيها» للأفراد الوحيدين الباحثين عن الاهتمام.

## مشاكل مع النهج التعاونية لصناعة الفيلم
في منهجية صناعة الفيديو التشاركي، من الشائع العمل مع جميع المشاركين كمنتجين بشكل متساوٍ. تنطوي حالة المساواة بين جميع المتعاونين على المخاطر ولها عيوب تظهر كأعراض في جميع المشاريع التعاونية.
قد يكون من المثالي -أو غير العملي- على سبيل المثال، افتراض أنه يمكن لكل شخص تقديم مساهمة متساوية أثناء عملية صناعة الأفلام؛ ويمكن أن يصبح اتخاذ القرارات الجماعية أمراً مستعصياً، مؤدياً إلى حلول وسط مؤقتة وغير فعالة.
هناك مشكلة مستمرة تتمثل في كيفية توجيه/معالجة مجموعة متنوعة من الآراء المعارضة أو الأقلية. قد يؤدي العمل الجماعي إلى مواقف غير متفق عليها ونقص في التوجيه؛ أو عدم القدرة على تأسيس الاتساق الفني.

## أنماط مشتركة من التعاون
في التعاون المشترك، يمكن إنشاء دور قيادي للمشرف أو المدير من أجل اختيار وتجميع مجموعة متنوعة من المساهمات من مجتمع أوسع.
يعتبر كيفن ماكدونالد وجوزيف مايكلز مثال على قيام المخرج/المخرجين باختبار وتجميع المساهمات المتنوعة من الأفلام وليدة المجتمع في إنتاج واحد متماسك، في مشروع فيلمهما الوثائقي «لايف إن إي داي» الذي نتج عن شراكة بين «يوتيوب» و«ريدلي سكوت أسوسييتس» و«إل جي إليكترونيكس».

## فيلم المجتمع والثقافة الشعبية والإعلام
على الرغم من وجود مغزى للنقاش المتعلق بـ «فيلم المجتمع» و«وسائل الإعلام المجتمعية» حول الموقف النقدي «للترفيه» باعتباره نزعة غير عقلانية للهروب، ولـ «ثقافة النجوم» كمشاهير، اقترح بعض الأكاديميين شمولية أكثر دفاعية أو احتفالية في الاستجابات النقدية. أيضاً في وسائل التواصل الاجتماعي الشائعة، على سبيل المثال، يتم فهم الطبيعة التشاركية بشكل أكبر لمجموعات المعجبين، حتى عندما تُشكّل هذه التفاعلات من الأعلى للأسفل بواسطة المشاهير ووكلائهم. 

## الاستدامة والتأييد والنشاط
يقترح الدعاة لفيلم المجتمع، أن هذا الفيلم يشمل مجموعة من الأدوات المستدامة ومجموعات من الأدوات الناشئة للتحرير الإبداعي للمواطنين والكوكب؛ وتبعاً لذلك، فإن المزيد من وجهات النظر السياسية حول «فيلم المجتمع» تشارك مباشرة مع الفيلم كشكل من أشكال التأييد والنشاط وحقوق الإنسان؛ بشكل أوسع، «الفيديو من أجل التغيير». تستخدم المنظمات التي ترغب في تقديم أدلة على عملها، أو تسليط الضوء على ملاءمة وأهمية القضايا التي عرضها المشاركون بشكل متزايد الوجوه والأصوات المجتمعية الحقيقية أو «الأصيلة» في الأفلام.

## الاعتماد على أفكار وممارسات أخرى
يمثل الفيلم المجتمعي مجالاً أشمل من منهجية الفيديو التشاركية المحددة، من خلال دمج مجموعة أوسع من ممارسات تنمية المجتمع وأساليب التبسيط. علاوة على ذلك، يتعلم «فيلم المجتمع» من المجالات المشابهة مثل الدراما التطبيقية، والدراما العملية والارتجال ومسرح التنمية؛ والنهج الإبداعية في التعليم مثل أساليب التعلم المفضلة والذكاء المتعدد. 

## التدريب والتطوير
يوضع «فيلم المجتمع» قيد العمل من خلال أي مجموعة منظمة أو رابطة فضفاضة من الأفراد الذين يجتمعون لصنع ومشاهدة ومناقشة الفيلم. المفاهيم التقليدية للطاقم المحترف كالمدرب ومنصة الفيلم والنص ومهارات التمثيل ليست ضرورية لصنع «فيلم المجتمع».

## المستقبل
توضح أمثلة العمل الحالي في هذا المجال عدم حاجة الفيلم المجتمعي إلى توزيع سينمائي تقليدي واسع النطاق. الفيلم المجتمعي هو حركة لشغل الشاشات في أي مكان وفي كل مكان لا تُحتكر فيه صناعة الأفلام التقليدية. ولكن تشير نقاط الضعف في التلفزيون المجتمعي في أجزاء كثيرة من العالم، وتضييق الخناق على مزودي الأقمار الصناعية التجارية العالمية، إلى أن الفيلم المجتمعي يمثل قوة ضعيفة في الوقت الحالي. ومع ذلك، وفرت بعض القنوات الإضافية في بعض الأحيان فرصاً لعرض أعمال الفيديو الجديدة الناشئة من المجتمع وقطاعات المجتمع المدني غير الهادفة للربح على التلفاز؛ وتعد قناة المجتمع البريطاني مثالاً على ذلك. 
من المحتمل أن تنطلق التطورات الإضافية في مجال الأفلام المجتمعية من التطورات في التكنولوجيا والبرامج (مثل التحرير التعاوني)؛ والمزيد من استكشاف التفاعل، وفهم واستخدام الأفكار والممارسات بشكل أفضل وتحسين عرض النطاق الترددي والبنية التحتية.

## الأدوار الاجتماعية والتعليمية
يعمل الفيلم المجتمعي على مستويين متشابكين:
- المعرفة البصرية والإعلامية.
- مشاركة الإعلام الرقمي.

تماشياً مع أمثولة اليونسكو، يؤكّد مكبرايد على أن هذين المستويين هما حقوق الإنسان الأساسية. فالأول ينطوي على القدرة على التحقيق ومناقشة الأفلام والوسائط الأخرى، بدلاً من تشكيلها كمستهلك سلبي لصناعة الترفيه؛ والثاني ينطوي على فرص لامتلاك وسائل الإنتاج.
علاوةً على ذلك، يجادل الفيلم المجتمعي بأن المشاركة النشطة تُعلم الثقافة وتغيرها. ويؤكد على أنه لا معنى لوجود مستوى واحد بدون الآخر. (هل نتسامح في مطالبة إحدى الحضارات بالحرية والمواطنة، عندما تستطيع أغلبية هذه الحضارة القراءة بينما الأقلية منها فقط مخولة للكتابة؟). في هذا الصدد، لاحظ ستيف غودمان أن «هذا النهج في الثقافة الناقدة يربط بين التحليل الإعلامي والإنتاج؛ ويرتبط التعلم عن العالم ارتباطاً مباشراً بتغييره».